# Leioproctus insularis
Leioproctus insularis är en biart som först beskrevs av Cockerell 1913.  Leioproctus insularis ingår i släktet Leioproctus och familjen korttungebin. Inga underarter finns listade i Catalogue of Life.